# Explorer 52
Explorer 52 (também chamado pelos nomes: Hawkeye 1, IE D, Injun 6, Neutral Point Explorer e Injun F) foi um satélite estadunidense de pesquisas espaciais. Foi lançado em 03 de junho de 1964 da Base da Força Aérea de Vandenberg, no estado da Califórnia, nos Estados Unidos da América, através de um foguete Scout.
O objetivo da missão primária do Explorer 52 foi realizar investigações sobre partículas da magnetosfera polar da Terra para 21 raios terrestres. Os objetivos secundários foram fazer medições do campo magnético e da distribuição de plasma no vento solar, e para estudar as emissões de rádio-Type 3, causadas por fluxos de elétrons solares no meio interplanetário. Para atingir esses objetivos, a sonda foi instrumentada com os seguintes instrumentos:
- Triaxial Fluxgate Magnetometer[2]
- Low-Energy Protons and Electrons[3]
- ELF/VLF Receivers[4]